# Magnus Ayrnschmalz
Magnus Ayrnschmalz (auch: Mang Ayrmschmalz; Nachname auch: Airnschmalz, Ayrnschmaltz, Eyernschmalz; latinisiert: Ovibutyria; * Mitte des 15. Jahrhunderts in Weilheim; † vor 1526) war ein deutscher Mediziner und Rektor der Ingolstädter Universität. Er stand als Leibarzt im Dienst verschiedener bayerischer Herzöge.

## Leben
Im Jahr 1460 sei Ayrnschmalz, wie damals bei begabten Weilheimer Schülern üblich, an die Artistenfakultät nach Wien gekommen.
Er studierte seit 1479 Medizin und trat erst mit seiner Promotion im Jahr 1491 der medizinischen Fakultät bei. Die zeitlichen Abgaben gehen darüber hinaus auseinander. Laut Freninger war Ayrnschmalz im Jahr 1486 zweiter Rektor der Hohen Schule in Ingolstadt. Dem Matrikelbuch der Universität und anderen Veröffentlichungen zufolge folgte er im Jahr 1486 auf Graf Joachim von Oettingen als erster Rektor der Ingolstädter Universität. Im Jahr 1491 soll er dem Lehrkörper der Universität beigetreten sein. Unter den Professoren bzw. Doktoren listete Freninger ihn hingegen nicht auf. Mit Oswald Wisshammer hatte Ayrnschmalz bereits im Jahr 1484 den ersten Bücherkatalog der allgemeinen Universitätsbibliothek angefertigt. Möglicherweise erhielt Ayrnschmalz nie eine Lektur, was durch die annehmende Frequenz der Studierenden in den 1490er Jahren begründet sein könnte. Deswegen wird behauptet, Ayrnschmalz habe in mehreren bayerischen Städten praktiziert.
Im Jahr 1506 wurde er Leibarzt Herzog Albrechts IV., 1512 dessen Sohnes Wilhelms IV. Mit Wilhelms Bruder Ludwig X. ging Ayrnschmalz schließlich nach Landshut, und starb wohl kurz vor 1526.

## Familie
Ayrnschmalz hatte sechs Kinder aus drei Ehen. Seine Tochter Ursula äußerster Ehe heiratete Ulrich Kempter. Aus dieser Ehe stammte die Enkelin Anna Kempter, die sich mit dem bayerischen Rat Johann Schwab verheiratete und in zweiter Ehe mit dem bedeutenden Genealogen Wiguleus Hund. In „der dritten Ehe“ des Magnus Ayrnschmalz wurden zwei Töchter Barbara und Katharina sowie die Söhne Franz und Georg geboren. „Aus der vierten Ehe“ (demnach hatte Magnus Ayrnschmalz eine zweite, kinderlose Ehe) stammte Wilhelm.
Magnus selbst hatte drei Brüder Christoph, Johannes und Jakob und zwei Schwestern Klara und Ottilie. Sein Vater Mathias und dessen Brüder Augustin, Johannes und Jakob hatten im Jahr 1466 von Kaiser Friedrich III. einen Wappenbrief erhalten.

## Quelle
- Anton Mößmer: Ärzte, Bürger, Herzöge. Eine Dokumentation der Medizinalgenschichte der Stadt Landshut. Landshut 2004. Verlag Attenkofer. ISBN 3-936511-12-8. S. 184–186. (Vorschau in Google-Books)